# Pioggiola
 Pioggiola  là một xã ở tỉnh Haute-Corse trên đảo Corse, Pháp. Xã này có diện tích 18,59 km², dân số năm 1999 là 69 người. Khu vực này có độ cao 1000 mét trên mực nước biển.